# Comté de Lincoln (Nebraska)
Pour les articles homonymes, voir Comté de Lincoln.
Le comté de Lincoln est un comté de l'État du Nebraska, aux États-Unis.